# Fossalta di Piave
Fossalta di Piave är en ort och kommun i storstadsregionen Venedig, innan 2015 provinsen Venedig, i regionen Veneto i Italien. Kommunen hade 4 166 invånare (2018).